# Margaretta longicollis
Margaretta longicollis är en mossdjursart som beskrevs av Tilbrook 2006. Margaretta longicollis ingår i släktet Margaretta och familjen Margarettidae. Inga underarter finns listade i Catalogue of Life.